# Átomo social
Dentro de uma estrutura social (ou rede social) existe uma diversidade de conexões (ou "nós") e interações (ou "laços sociais") entre os indivíduos (agentes ou atores) participantes. Tais conexões e interações são a representação de como as relações humanas são construídas. Dentro desse contexto o átomo social é conhecido como a menor parte desse sistema complexo, ou seja, é a representação individual de uma única conexão e suas interações diretas, tendo como foco principal as relações sociais de um único indivíduo. O conceito de átomo social foi inventado por Jacob Levy Moreno.